# 鳥居忠燾
鳥居 忠燾（とりい ただてる）は、下野壬生藩の第4代藩主。壬生藩鳥居家8代。名は忠熹とも表記される。

## 生涯
安永5年（1776年）9月3日（異説として安永6年（1777年））、鳥居忠見（第3代藩主鳥居忠意の四男）の次男として生まれる。父は寛政6年（1794年）5月12日に早世し、祖父の忠意も同年7月18日に死去したため、その世子として跡を継いだ。文政4年（1821年）7月27日に死去した。跡を次男の忠威が継いだ。

## 系譜
父母
- 鳥居忠見（父）

正室
- 恒子 - 内藤頼尚の娘

側室
- 岡田氏

子女
- 鳥居忠威（次男）生母は恒子（正室）
- 鳥居忠挙（四男）
- 九鬼隆度正室後に牧野康明正室
- 中根正昭正室
- 堀利忠正室
- 加藤泰彦正室後に溝口直達正室